# Kuchu Teien
Kuchu Teien (japonês: 空中庭園 Kuchu Teien) é um filme japonês que estreou em 2006 e foi adptado e dirigido e por Toshiaki Toyoda.

## Sinopse
O casamento de Eriko e Takashi está-se a desmoronar e não têm relações sexuais há mais de 5 anos. Takashi preenche esse vazio com inúmeras amantes enquanto a sua esposa finge que tudo vai correndo bem e se sente feliz. Os filhos seguem o mesmo caminho de pretensa honestidade, mas escondendo um lado negativo não tão visivel na sociedade japonesa contemporânea...

## Elenco
- Kyoko Koizumi -	Eriko Kyobashi
- Anne Suzuki - Mana Kyobashi
- Itsuji Itao - Takashi Kyobashi
- Masahiro Hirota - Ko Kyobashi
- Jun Kunimura - Irmão de Eriko
- Eita - Tezuka
- Asami Imajuku - Sacchin
- Ryo Katsuji - Morisaki
- Sonim -Mina
- Hiromi Nagasaku - Asako Iizuka
- Michiyo Ookusu - Satoko Kinosaki

## Prêmios
- Ganhou o Prémio de Melhor Atriz no Blue Ribbon Awards: Kyoko Koizumi" (2006)
- Ganhou o Prémio de Melhor Atriz no Nikkan Sports Film Awards: Kyoko Koizumi" (2006)